# Christel Hiel
Pour les articles homonymes, voir Hiel.
Christel Hiel (20 janvier 1976) est une ancienne rameuse et entraîneuse belge. Hiel est active en tant qu'entraîneuse chez ARV Sculling et entraîneuse des juniors à la Ligue flamande d'aviron.

## Carrière

### Rameuse
Hiel a commencé sa carrière internationale à la Coupe de la Jeunesse à Glasgow. Elle y a gagné l'argent  le samedi et a terminé son tournoi avec une médaille d'or le dimanche, tous les deux en double. En 1992, elle a refait  la Coupe de la Jeunesse, cette fois ci sur le Rotsee à Lucerne . Elle a obtenu le même résultat, mais cette fois dans le skiff, ce qui est un numéro plus prestigieux. En 1993, elle a été sélectionnée pour la première fois pour les championnats du monde junior, à Årungen, près d'Oslo . Là, Hiel a remporté une médaille d'argent avec Elke Seps . Personnellement, elle estime cette medaille le sommet de sa carrière. En 1994, elle termine 13ième aux championnats du monde juniors sur le bassin olympique à Munich en skiff. Enfin, en 1996, elle s'est classée 6ième au Championnat du Monde U23 sur son propre plan d'eau, Hazewinkel avec Karen Baetsle en double .

### Entraîneuse
Après sa carrière d'aviron, Christel Hiel est devenue entraîneuse. Elle a un diplôme de entraineuse A. En 2005, elle est devenue entraîneuse de l'ARV Sculling, le club d'aviron pour lequel elle a ramé elle-même.
De plus, elle a également entraîné plusieurs fois l'équipe nationale  belge d'aviron. Elle a entrainé Leen Blondelle et Marianne de Ridder tout au long de leur carrière. En outre, elle était l'entraîneuse des juniors en quatre femmes sans barreur qui sont devenues 4ième aux Championnats d'Europe Juniors à Trakai, en Lituanie  et 9ième aux Championnats du Monde sur la Willem-Alexander Baan à Rotterdam . Après cela, elle a entraîné Ruben Somers, un rameur de son club. Avec Somers, elle est allée à la Coupe du Monde I à Belgrade en 2017, à la Coupe du Monde U23 à Plovdiv, en Bulgarie en 2017, à la Coupe du Monde I et III à Belgrade et au Rotsee à Lucerne  et aux Championnats d'Europe à Glasgow . Christel a également entrainé plusieurs équipes pour des nombreuses éditions de la Coupe de la Jeunesse.
En 2020, depuis la démission de Dominique Basset - le directeur technique de 2009 à 2020 - Hiel est devenu coordinateur junior de la Ligue flamande d'aviron.

## Honneurs
| Année | Lieu              | Épreuve                                          |
| ----- | ----------------- | ------------------------------------------------ |
| 1991  | ,                 | Coupe de la Jeunesse, Glasgow (Quatre)           |
| 1992  | ,                 | Coupe de la Jeunesse, Lucerne (Skiff)            |
| 1993  | Médaille d'argent | Championnats du monde junior, Årungen (Double)   |
| 1993  | 5e                | CRASH-B Boston                                   |
| 1994  | 13e               | Championnats du monde juniors, Munich (Skiff)    |
| 1996  | 6e                | Championnats du monde U23, à Hazewinkel (Double) |